# 薩尼斯洛普 (亞利桑那州)
薩尼斯洛普（英語：Sunnyslope）是位於美國亞利桑那州馬里科帕縣的一個非建制地區。該地的面積和人口皆未知。

## 地理
薩尼斯洛普的座標為33°33′57″N 112°03′55″W / 33.56583°N 112.06528°W，而該地的平均海拔高度為385米（即1263英尺）。